# 杜超
杜 超（と ちょう、生年不詳 - 444年）は、北魏の外戚。字は祖仁。本貫は魏郡鄴県。

## 経歴
杜豹と鉅鹿恵君のあいだの子として生まれた。明元密杜皇后の兄にあたる。泰常年間、相州別駕となった。都の平城に使者を送ったが、法によって禁じられていたため、妹の皇后の消息を問うことができなかった。始光年間、陽平公の爵位を受け、南安公主（太武帝の娘）を娶り、駙馬都尉の位を受け、大鴻臚卿に任じられた。太武帝はたびたび杜超の邸を訪れ、杜超に贈られた賞賜は巨万におよんだ。430年（神䴥3年）7月、杜超は仮節・都督冀定相三州諸軍事・行征南大将軍・太宰となり、爵位を陽平王に進めて、鄴に駐屯した。10月、南朝宋の王蟠龍の軍を撃破して、これを斬った。439年（太延5年）、太武帝が北涼に親征すると、杜超は平涼・敷城の諸軍を率いて後詰めをつとめた。444年（太平真君5年）4月、帳下で殺害された。諡は威王といった。

## 子女
- 杜道生（長男、城陽侯、秦州刺史、河東公）
- 杜鳳皇（陽平王、侍中・特進）
- 杜道儁（発干侯、兗州刺史）

## 伝記資料
- 『魏書』巻83上 列伝第71上
- 『北史』巻80 列伝第68